# Fort Fedderwardersiel
Das Fort Fedderwardersiel war eine Befestigungsanlage zum Schutz des Kriegshafens Wilhelmshaven.

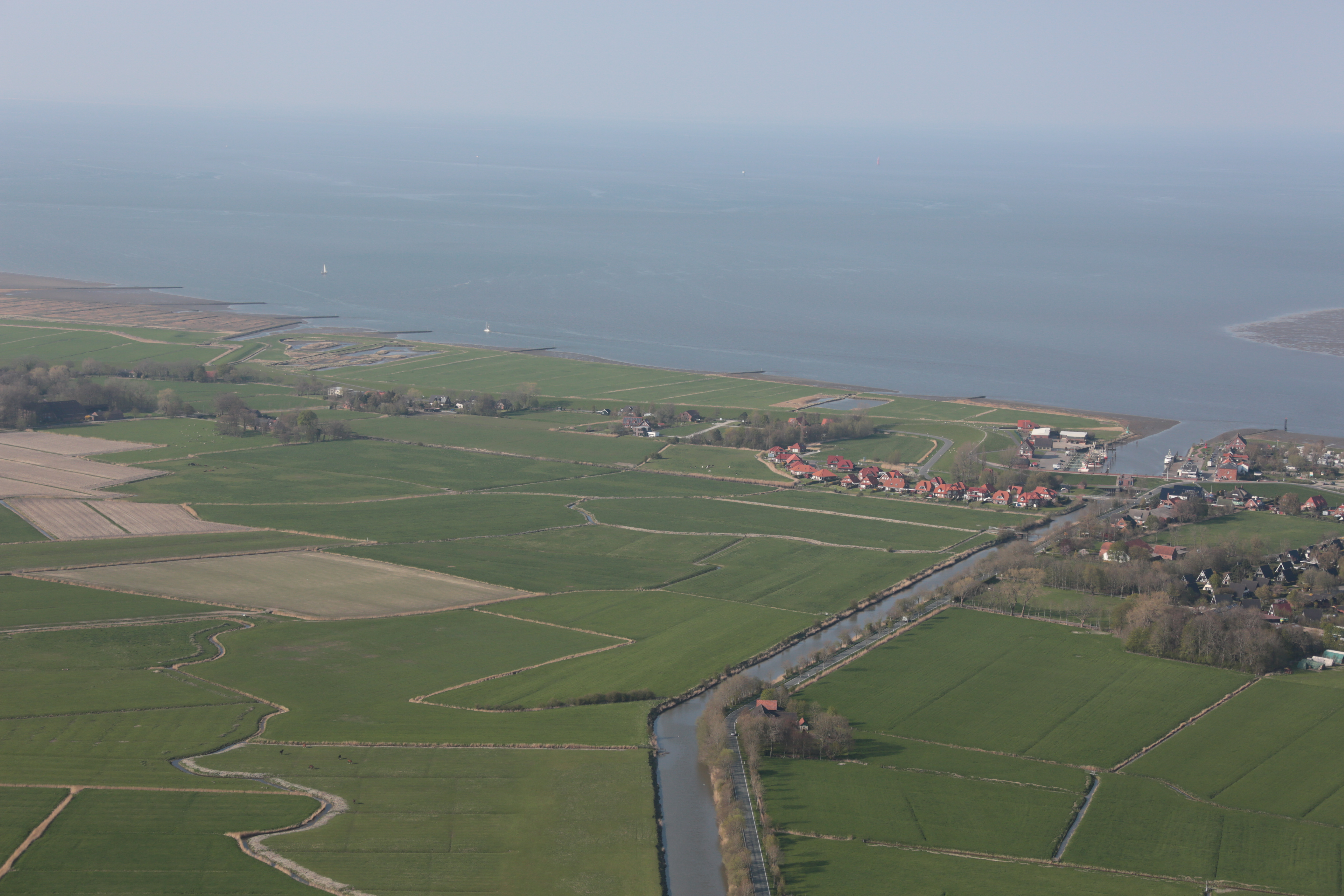
Das Fort Fedderwardersiel befand sich bei den Neubauten links des Kanals

## Lage

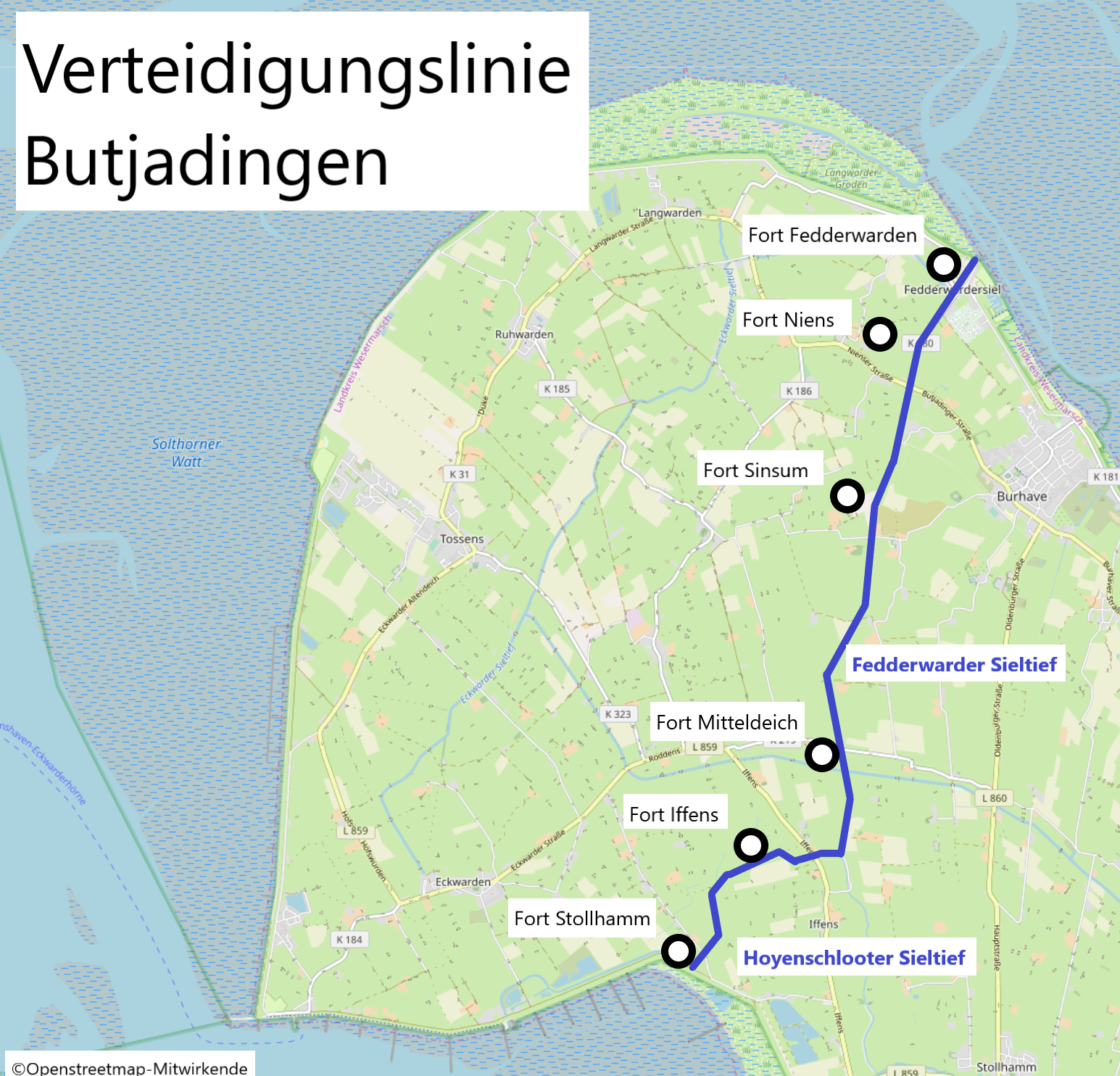
Lage der sechs Butjadinger Forts hinter den Wasserhindernissen

Das Fort Fedderwardersiel befand sich nordwestlich des Hafens von Fedderwardersiel. Es verfügte über ein Infanteriewerk mit Bunker. Die Anlage war für zwei Züge Infanterie (~80 Mann) ausgelegt. Die exakte Lage ist noch nicht bekannt. Die Vermutung liegt Nahe, dass die Anlage ähnlich wie das Fort Stollhammerdeich in den Deich integriert war.

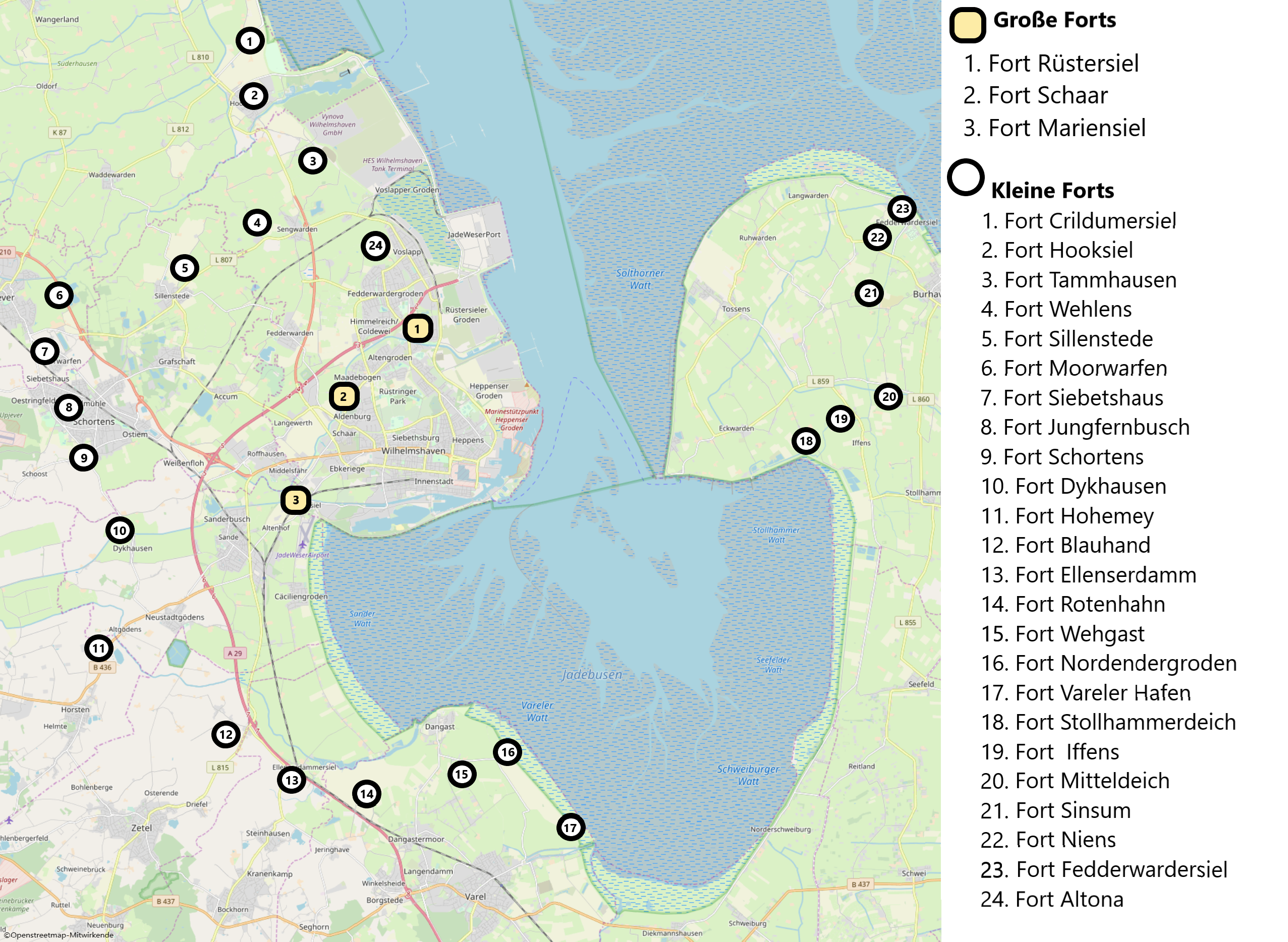
Position der Forts zum Schutz Wilhelmshavens

## Geschichte
Das Fort Fedderwardersiel wurde während des Ersten Weltkriegs angelegt. Die Anlage verfügte über einen Bunker. Im Zweiten Weltkrieg wurde es für die Luftabwehr Wilhelmshavens genutzt.